# Heincke (Schiff)
Die Heincke ist ein 1990 in Dienst gestelltes deutsches Forschungsschiff. Eigner ist die Bundesrepublik Deutschland, vertreten durch das Bundesministerium für Bildung und Forschung. Betrieben wird das Schiff durch das Alfred-Wegener-Institut Helmholtz-Zentrum für Polar- und Meeresforschung, die Bereederung erfolgt durch die Reederei Briese Schiffahrt in Leer.

## Geschichte
Das 1990 in Dienst gestellte Schiff dient der geophysikalischen und hydrographischen Forschung und ist für Reisen bis zu 30 Tagen und 4000 Seemeilen ausgelegt. Es wurde 1989/90 unter der Baunummer 144 auf der zur Hegemann-Gruppe gehörenden Detlef Hegemann Rolandwerft GmbH & Co. KG in Berne gebaut. Die Kiellegung des Schiffes fand am 22. Mai 1989, der Stapellauf am 17. April 1990 statt. Die Fertigstellung erfolgte im Juni 1990. Die Baukosten beliefen sich auf circa 16 Millionen Euro.

## Technische Daten und Ausstattung
Der Antrieb des Schiffes erfolgt dieselelektrisch. Der Fahrmotor ist ein Elektromotor des Herstellers Lloyd Dynamowerke (Typ: GC 395/103/6) mit einer Leistung von 1.100 kW, der auf einen Festpropeller wirkt. Das Schiff erreicht damit eine Geschwindigkeit von bis zu 12 kn. Daneben verfügt es über einen Pump-Jet als Querstrahlsteueranlage.
Für die Stromerzeugung stehen drei Dieselgeneratorsätze, die von MAN-Motoren mit je 532 kW Nennleistung angetrieben werden, zur Verfügung. Die Generatorsätze wurden während eines rund zweimonatigen Werftaufenthaltes Ende 2014/Anfang 2015 bei den MWB Motorenwerken Bremerhaven eingebaut und ersetzen die alten Generatorsätze mit KHD-MWM-Motoren (Typ: TDB-604 L 6, jeweils 525 kW Nennleistung). Weiterhin stehen ein Hilfsdiesel (195 kVA) sowie ein Notgenerator (40 kVA) zur Verfügung. Die MAN-Motoren wurden mit Rußpartikelfiltern mit nachgeschalteter Abgasreinigung ausgestattet.
Das Schiff, das circa 200 Tage im Jahr auf See ist, hat einen Einsatzradius von circa 7500 Seemeilen und kann somit bis zu 30 Tage ununterbrochen auf See bleiben. Es verfügt über vier Labore (Nass-, Trocken-, Thermo- und Mehrzwecklabor) sowie Winden, Krane (darunter ein schwenkbarer Heckgalgen) und Echolotanlagen für Forschungszwecke.

## Sonstiges
Die Heincke ist ein Schwesterschiff des Forschungsschiffes Alkor, das am GEOMAR Helmholtz-Zentrum für Ozeanforschung Kiel beheimatet ist. Stand 2015 sollen beide Schiffe 2025 ersetzt werden.
Benannt ist das Schiff nach dem Gründungsdirektor der damaligen „Königlichen Biologischen Anstalt Helgoland“, Friedrich Heincke (1852–1929), nach dem auch schon der Vorgänger der Heincke, die 1968 gebaute und 1990 außer Dienst gestellte Friedrich Heincke benannt war. Heincke war von 1891 bis 1921 Direktor der BAH.